# リトアニア語による日本の地名一覧
リトアニア語による日本の地名一覧ではリトアニア語による日本の地方名・都道府県名と県庁所在地名を挙げる。リトアニア語ではリトアニア語の格変化が可能なように、外国の地名も語尾をリトアニア語に合わせて変えることが多く、日本語の地名も例外ではない。
なお、県名の前半部分は属格に変化している。市名はmiestas（市）のない形で挙げているが、miestasをつける際は属格となる。県名などの（　）内は属格になっている部分の主格形。-aで終わるものはそのままでリトアニア語で格変化可能なため主格ではそのままのものも見られる。また一部は規則にはない語尾でもそのままのものもある。逆に属格になることで元の形と同じになるものもある。
なお、表記などについてはここに挙げたもの以外の書き方（つづりや語尾のつかない日本語通りの地名）もありうることを断っておく（リダイレクトになっている）。基本的にリトアニア語版の記事名に準じている。

## 北海道・東北地方
- 北海道地方：Hokaido regionas（Hokaidas）（北海道へリダイレクト）
  - 北海道：Hokaidas
    - 札幌市：Saporas
- 東北地方：Tohoku regionas
  - 青森県：Aomorio prefektūra（Aomoris）
    - 青森市：Aomoris

  - 岩手県：Ivatės prefektūra（Ivatė）
    - 盛岡市：Morioka

  - 宮城県：Mijagio prefektūra（Mijagis）
    - 仙台市：Sendajus

  - 秋田県：Akitos prefektūra（Akita）
    - 秋田市：Akita

  - 山形県：Jamagatos prefektūra（Jamagata）
    - 山形市：Jamagata

  - 福島県：Fukušimos prefektūra（Fukušima）
    - 福島市：Fukušima

## 関東地方
- 関東地方：Kanto regionas
  - 茨城県：Ibarakio prefektūra（Ibarakis）
    - 水戸市：Mitas（現在リトアニア語版未作成）

  - 栃木県：Točigio prefektūra（Točigis）
    - 宇都宮市:Ucunomija

  - 群馬県：Gunmos prefektūra（Gunma）
    - 前橋市：Maebašis

  - 埼玉県：Saitamos prefektūra（Saitama）
    - さいたま市：Saitama

  - 千葉県：Čibos prefektūra（Čiba）
    - 千葉市：Čiba

  - 東京都：Tokijo prefektūra（リトアニア語版の記事名は主格のTokijas）
    - 東京23区/新宿区：Tokijo seniūnijos（Tokijas）/Šindžiuku

  - 神奈川県：Kanagavos prefektūra（Kanagava）
    - 横浜市：Jokohama

## 中部地方
- 中部地方：Čiūbu regionas
  - 新潟県：Nijigatos prefektūra（Nijigata）
    - 新潟市：Nijigata

  - 富山県：Tojamos prefektūra（Tojama）
    - 富山市：Tojama

  - 石川県：Išikavos prefektūra（Išikava）
    - 金沢市：Kanadzava

  - 福井県：Fukujaus prefektūra（Fukujus）
    - 福井市：Fukujus

  - 山梨県：Jamanašio prefektūra（Jamanašis）
    - 甲府市：Kofu（現在リトアニア語版未作成）

  - 長野県：Nagano prefektūra（Naganas）
    - 長野市：Naganas

  - 岐阜県：Gifu  prefektūra
    - 岐阜市：Gifu

  - 静岡県：Šidzuokos prefektūra（Šidzuoka）
    - 静岡市：Šidzuoka

  - 愛知県：Aičio prefektūra（Aičis）
    - 名古屋市：Nagoja

## 近畿地方
- 近畿地方：Kansajaus regionas/Kinki regionas（Kansajus）（リトアニア語版の記事名は関西地方に対応）
  - 三重県：Mijės prefektūra（Mijė）
    - 津市：Cu

  - 滋賀県：Šigos prefektūra（Šiga）
    - 大津市：Ocu

  - 京都府：Kioto prefektūra（Kiotas）
    - 京都市：Kiotas

  - 大阪府：Osakos prefektūra（Osaka）
    - 大阪市：Osaka

  - 兵庫県：Hiogo prefektūra（Hiogas）
    - 神戸市：Kobė

  - 奈良県：Naros prefektūra（Nara）
    - 奈良市：Nara

  - 和歌山県：Vakajamos prefektūra（Vakajama）
    - 和歌山市：Vakajama

## 中国地方
- 中国地方：Čiūgoku regionas
  - 鳥取県：Totorio prefektūra（Totoris）
    - 鳥取市：Totoris

  - 島根県：Šimanės prefektūra（Šimanė）
    - 松江市：Macujė

  - 岡山県：Okajamos prefektūra（Okajama）
    - 岡山市：Okajama

  - 広島県：Hirosimos prefektūra/Hirošimos prefektūra（Hirosima/Hirošima）（発音上や他の同様の発音の名称からして、後者の方が統一性があるが、現在は後者から前者へのリダイレクト）
    - 広島市：Hirosima/Hirošima（発音上や他の同様の発音の名称からして、後者の方が統一性があるが、現在は後者から前者へのリダイレクト）

  - 山口県：Jamagučio prefektūra（Jamagučis）
    - 山口市：Jamagučis

## 四国地方
- 四国地方：Šikoku regionas（リトアニア語版では記事名はŠikokuでregionasの形はリダイレクト）
  - 徳島県：Tokušimos prefektūra（Tokušima）
    - 徳島市：Tokušima

  - 香川県：Kagavos prefektūra（Kagava）
    - 高松市：Takamacu（現在リトアニア語版未作成）

  - 愛媛県：Ehimės prefektūra（Ehimė）
    - 松山市：Macujama

  - 高知県：Kočio prefektūra（Kočis）
    - 高知市：Kočis

## 九州・沖縄地方
- 九州地方：Kiūšiū regionas（リトアニア語版では記事名はKiūšiūでregionasの形はリダイレクト）
  - 福岡県：Fukuokos prefektūra（Fukuoka）
    - 福岡市：Fukuoka

  - 佐賀県：Sagos prefektūra（Saga）
    - 佐賀市：Saga（現在リトアニア語版未作成）

  - 長崎県：Nagasakio prefektūra（Nagasakis）
    - 長崎市：Nagasakis

  - 熊本県：Kumamoto prefektūra（Kumamotas）
    - 熊本市：Kumamotas

  - 大分県：Oitos prefektūra（Oita）
    - 大分市：Oita

  - 宮崎県：Mijadzakio prefektūra（Mijadzakis）
    - 宮崎市：Mijadzakis

  - 鹿児島県：Kagošimos prefektūra（Kagošima）
    - 鹿児島市：Kagošima
- 沖縄地方→　リトアニア語版では九州地方に含まれている
  - 沖縄県：Okinavos prefektūra（Okinava）
    - 那覇市：Naha